# Epic Rap Battles of Pokemon
 (mars 2025).
Motif : Absence de sources
- Archive Wikiwix
- Bing
- Cairn
- DuckDuckGo
- E. Universalis
- Gallica
- Google
- G. Books
- G. News
- G. Scholar
- Persée
- Qwant
- (zh) Baidu
- (ru) Yandex
- (wd) trouver des œuvres sur Wikidata

| 1. | Préciser le motif de la pose du bandeau. | Précisez le motif de la pose du bandeau en utilisant la syntaxe suivante : {{admissibilité à vérifier\|date=mars 2025\|motif=remplacez ce texte par le motif}}                                   |
| 2. | Informer les utilisateurs concernés.     | Pensez à avertir le créateur de l'article, par exemple, en insérant le code ci-dessous sur sa page de discussion : {{subst:avertissement admissibilité à vérifier\|Epic Rap Battles of Pokemon}} |

Pour des articles plus généraux, voir Epic Rap Battles of History et Imitations et parodies d'Epic Rap Battles of History.
 (avril 2024).
 (avril 2024).
Epic Rap Battles of Pokemon fait partie des nombreuses imitations et parodies d'Epic Rap Battles of History.

## Saison? (2013 - en cours de production)
| no | Ép. | Titre                                | Date d'expositionxill | Durée (min:s) | Vues (Mio) | Compétiteurs et autres protagonistes présents | Lien |
| -- | --- | ------------------------------------ | --------------------- | ------------- | ---------- | --- | ---- |
| 1  | 1   | Mewtwo vs. Mew                       | 1er juillet 2013      | 2:08          | 11,0       | Mew (Justin Buckner), le pokémon ressemble à un chat contre Mewtwo (Cam Greely), le pokémon très puissant. |      |
| 2  | 2   | Vulpix vs. Growlithe                 | 11 juillet 2013       | 2:15          | 4,58       | Caninos (Cam Greely), le pokémon de défense contre Goupix (Justin Buckner), le pokémon au pelage doux. Pendant le battle, leur évolution Arcanin et Feunard vienne interrompe les deux pokémon. |      |
| 3  | 3   | Omastar vs. Kabutops                 | 30 juillet 2013       | 2:14          | 2,11       | Kabutops (ManCHA), le pokémon disparu contre Amonistar (Justin Buckner), l'autre pokémon disparu. Au cours de la battle, Ptéra (Cam Greely), vient déterrer les deux pokémons. |      |
| 4  | 4   | Pichu Bros. vs. Plusle & Minun       | 23 août 2013          | 2:26          | 4,1        | Négapi (Cam Greely), et Posipi (ManCHA), les alter-ego contre les frères Pichus (Nathan Provost), et (Justin Buckner), les pokémon qui aiment s'amuser. |      |
| 5  | 5   | Lucario vs. Zoroark                  | 11 mai 2014           | 2:30          | 6,81       | Lucario (Cam Greely), le pokémon bipède contre Zoroark (Justin Buckner), le pokémon qui fait des illusion de paysage. |      |
| 6  | 6   | Machamp vs. Alakazam                 | 26 mai 2014           | 2:01          | 3,47       | Alakazam (MaNCHA), le pokémon à la cuillère contre Mackogneur (Stofferex), le pokémon à quatre bras. |      |
| 7  | 7   | Jigglypuff vs. Clefairy              | 9 juin 2014           | 2:06          | 2,92       | Le Pokémon et chanteur de berceuse, Rondoudou (Wooden Hornets), chante devant Mélofée (Stofferex), le pokémon danseur. |      |
| 8  | 8   | Zangoose vs. Seviper                 | 15 juin 2014          | 2:24          | 3,28       | Séviper (MaNCHA), le pokémon ressemble à un serpent contre Mangriff (Justin Buckner), le pokémon aux longs griffes. |      |
| 9  | 9   | Arbok vs. Weezing                    | 21 juin 2014          | 2:15          | 19,5       | Smogogo (MaNCHA), le pokémon ressemble à une bombe-fumigène crache du gaz à Arbok (Cam Greely), le serpent géant. Pendant le battle, Grotadmorv (Justin Buckner), vient baver les deux pokémons. |      |
| 10 | 10  | Flareon vs. Jolteon vs. Vaporeon     | 28 juin 2014          | 4:17          | 1,55       | Pyroli (Justin Buckner), le pokémon feu contre Voltali (Cam Greely), le pokémon électrique contre Aquali (ManCHA), le pokémon eau. Pendant le battle, leur évolutions (Mat4yo, Adam, Wooden Hornets, Nathan Provost, Frenzy et Stofferex), vienne terminer la bataille. |      |
| 11 | 11  | Gengar vs. Clefable                  | 5 juillet 2014        | 2:07          | 3,10       | Ectoplasma (Cam Greely), le pokémon fantôme contre Mélodelfe (Stofferex), le pokémon timide. |      |
| 12 | 12  | Jynx vs. Mr. Mime                    | 11 juillet 2014       | 2:31          | 25,4       | Lippoutou (AccordionChick), le pokémon réputé pour ses danses fait des bisous à M. Mime (Mat4yo), le pokémon qui fait des mimes. |      |
| 13 | 13  | Pikachu vs. Meowth                   | 29 août 2014          | 2:55          | 7,62       | Pikachu (Justin Buckner), le mascotte de la franchise Pokémon affronte Miaouss (Wooden Hornets), l'un des pokémon principaux. |      |
| 14 | 14  | Snorlax vs. Slaking                  | 2 octobre 2014        | 2:09          | 2,68       | Ronflex (Stofferex), le pokémon paresseux contre Monaflèmit (RLYoshi), le pokémon ressemble à un gros gorille. |      |
| 15 | 15  | Creepy Black vs. Lost Silver         | 26 octobre 2014       | 7:25          | 41,6       | Creepy Black (Stofferex), le creepypasta d'une cartouche piratée contre Lost Silver (Cam Greely), l'autre creepypasta d'une cartouche. Au cours de la battle, BRVR (Justin Buckner), Buried Alive (Wooden Hornets), MissingNo. (RLYoshi), Strangled Red (HyperJacob96), White Hand (Frenzy), Hypno's Lullaby (ManCHA), Emo Owl (Justin Buckner), et Sacha dans le coma (Mat4yo), se confronte l'un après l'autre. |      |
| 16 | 16  | Xerneas vs. Yveltal                  | 6 décembre 2014       | 2:13          | 8,74       | Xerneas (ManCHA), le pokémon ressemble à un cerf donne des coups de cornes à Yveltal (Justin Buckner), le pokémon volant. À la fin du battle, Zygarde (Adam), vient couper leur paroles. |      |
| 17 | 17  | Groudon vs. Kyogre                   | 24 octobre 2015       | 3:46          | 2,19       | Kyogre (Justin Buckner), le pokémon ressemble à une orque contre Groudon (Zombielicker), le pokémon titanesque. Pendant le battle, Rayquaza (ManCHA), et Deoxys (EDX), vienne confronter les duos. |      |
| 18 | 18  | Magikarp vs. Feebas                  | 20 février 2016       | 1:52          | 65,9       | Magicarpe (ManCHA), le pokémon ressemble à un poisson contre Barpau (Felixus Tom), l'autre pokémon ressemble à un poisson. Pendant le battle, Milobellus (Horrible Casting Choice), et Léviator (Cam Greely), balance leur paroles. |      |
| 19 | 19  | Venusaur vs. Charizard vs. Blastoise | 9 septembre 2016      | 2:25          | 45,8       | Dracaufeu (HyperJacob96), le pokémon ressemble à un dragon crache du feu à Tortank (Justin Buckner), le tortue qui crache de l'eau contre Florizarre (ManCHA), le pokémon qui jette les feuilles. |      |
| 20 | 20  | Ditto vs. Mimikyu                    | 5 mai 2018            | 2:52          | 2,55       | Mimiqui (Freshy Kanal), le pokémon déguisée contre Métamorph (HyperJacob96), le pokémon très spécial. |      |
| 21 | 21  | Greninja vs. Incineroar              | 27 avril 2019         | 2:13          | 13,0       | Amphinobi (HyperJacob96), le pokémon eau-ténèbre vient mettre K. O. à Félinferno (Titanium1208), le pokémon Feu et Ténèbres. |      |